# Липа туан
Tilia tuan  (лат.) — вид деревьев, обитающих в лесах на высоте от 1200 до 2400 метров в центральных провинциях Китая: Гуанси, Гуйчжоу, Хубэй, Хунань, Цзянсу, Цзянсу, Цзянси, Сычуань, Юньнань и Чжэцзян. Этот вид долгое время считался самым изменчивым среди различных видов лип в Китае и имеет множество синонимов; в настоящее время выделены три разновидности. Растение было впервые описано ирландским ботаником Августином Генри, который обнаружил её в 1888 году.

## Ботаническое описание
Дерево с широко раскинутой кроной, которое достигает высоты 10-20 м. Его кора серого цвета и отслаивается вдоль ствола. Листья тонкие, как бумага, имеют узкояйцевидную, яйцевидно-продолговатую или яйцевидно-округлую форму, размером от 6,5 до 17 см в длину и от 3,5 до 11 см в ширину, с черешками длиной от 1 до 6 см. Они имеют округлое, усеченное или сердцевидное основание, край может быть гладким, слегка зазубренным или заметно зубчатым, а верхушка заостренная. Верхняя поверхность листьев почти голая, в то время как нижняя покрыта плотным серым войлоком. Цветки липы, появляющиеся в конце лета, имеют аромат фиалки и собраны в кистевидные соцветия, каждое из которых состоит из 3-22 цветков длиной от 5 до 14 см, с лепестками длиной 6-8 мм. Плоды дерева имеют шаровидную или обратнояйцевидно-шаровидную форму, размером от 7 до 11 мм в длину и от 7 до 9 мм в ширину, они твердые, покрыты коричневыми или серыми волосками и созревают с июля по ноябрь.